# Robert Hendrick
Robert P.R. Hendrick (Verviers, le 12 mai 1941 - Dion-le-Mont, le 20 avril 2015) est un homme politique belge, fondateur de l'Union démocratique pour le respect du travail et ancien député.
Il a été élu député sur les listes UDRT bruxelloises en 1978, 1981 et 1985, puis comme indépendant sur une liste d'ouverture du PSC (PSC-APB, "Parti Social Chrétien-Action pour Bruxelles") en 1987, derrière Jean-Louis Thys et devant George-Henri Beauthier, avocat réputé de gauche et futur président de la Ligue des droits de l'homme. Il est député honoraire.

## Sources
1. ↑  « Décès de Robert Hendrick, qui avait incarné l'UDRT », sur La Libre Belgique, 22 avril 2015 (consulté le 22 avril 2015)
2. ↑  Liste des membres honoraires de la Chambre des représentants, Liste mise à jour jusqu’au 10/05/2010